# Yogurt di soia

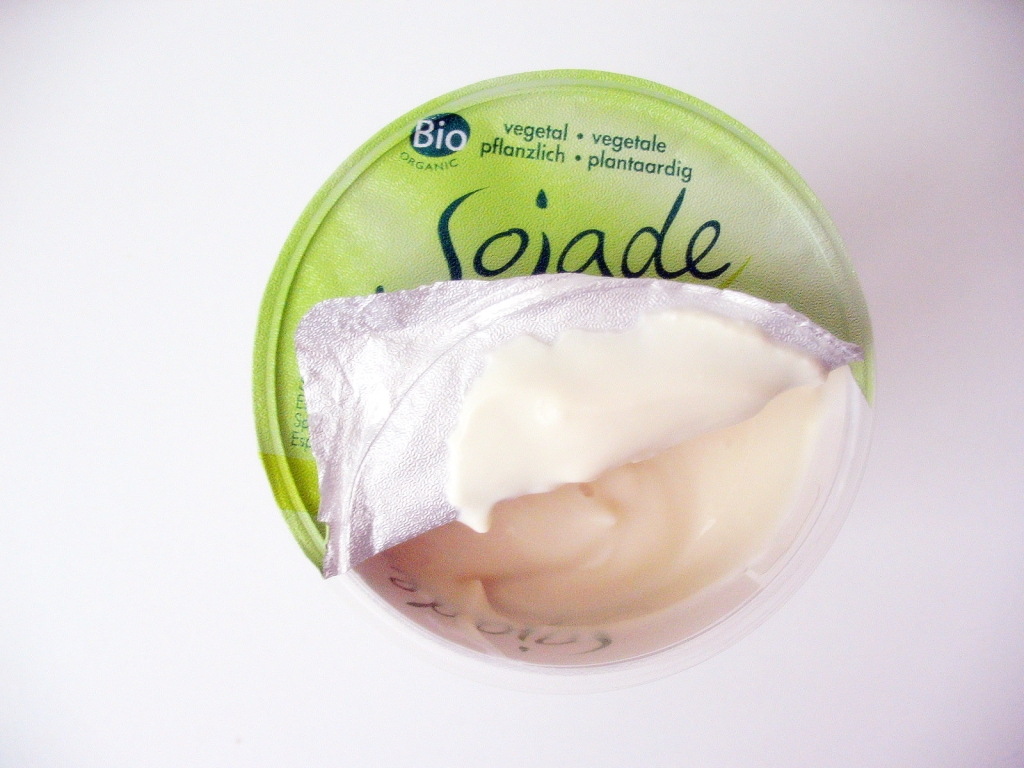
Lo yogurt di soia assomiglia ad un comune yogurt.

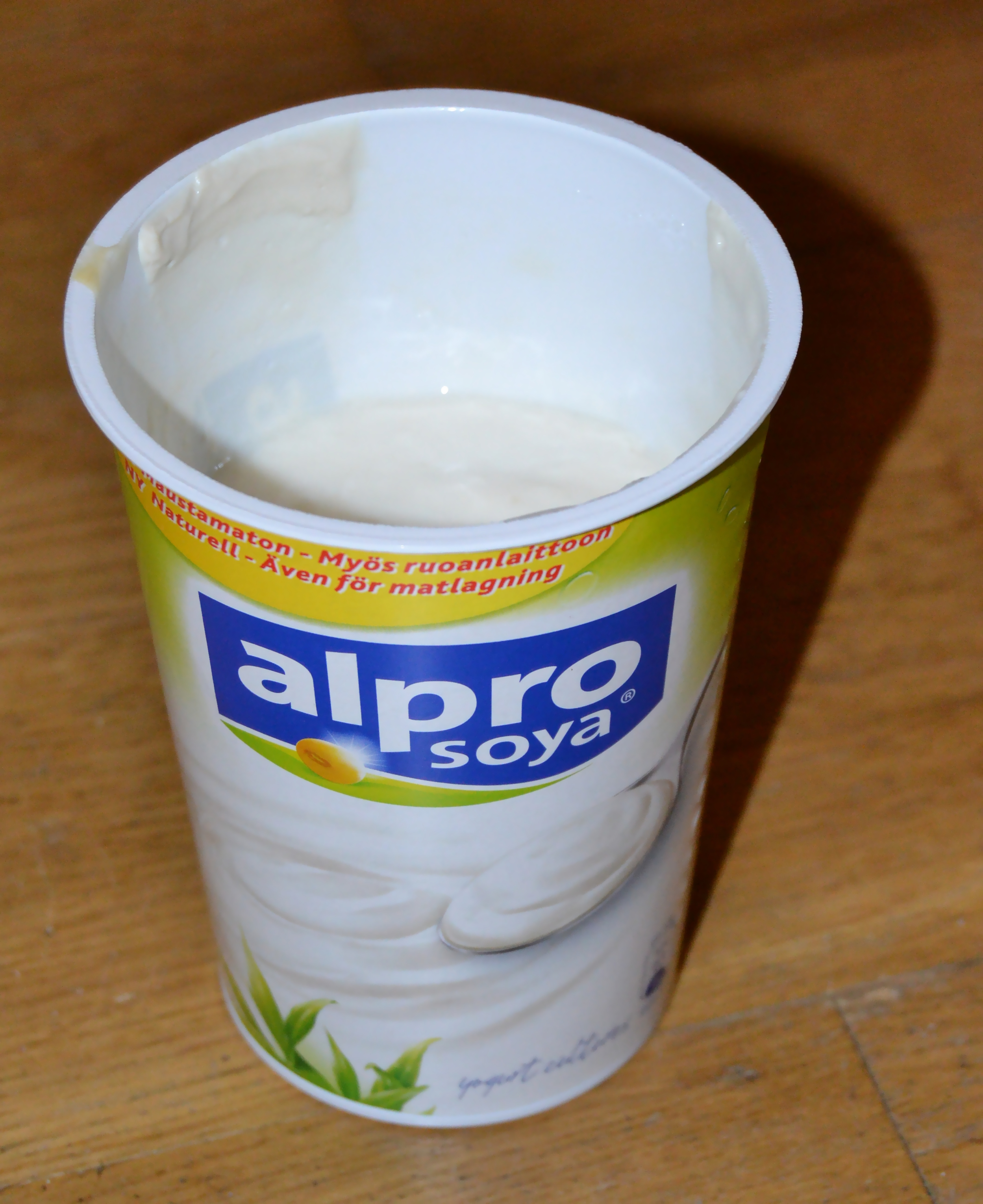
Alpro Soya, yogurt non stagionato di soia.

Lo yogurt di soia, conosciuto anche come Soia yogurt, Soygurt oppure Yofu (un neologismo sincratico formata da yogurt e tofu), è uno yogurt preparato con il latte di soia.

## Ingredienti
Lo yogurt di soia è fatto usando il latte di soia, aggiungendo batteri dello yogurt (Lactobacillus delbrueckii subsp. bulgaricus e Streptococcus salivarius subsp. thermophilus), qualche volta con l'aggiunta anche di dolcificanti come fruttosio, glucosio, o zucchero.

### Assenza del latte e dei derivati
È adatto per i vegani, ovo-vegetariani, ebrei (lo yogurt di soia è pareve, il kashrut proibisce la consumazione di latte animale insieme ad altri cibi), per persone con PKU o altre malattie pericolose, e per chi ha l'intolleranza al lattosio o l'allergia alle proteine del latte. I batteri per gli yogurt di soia commerciali generalmente non vengono infatti coltivati su una base di latticini.

## Preparazione
Lo yogurt di soia può essere preparato a casa usando lo stesso metodo degli yogurt basati sul latte. Per favorire la fermentazione batterica, può essere aggiunto un cucchiaio di zucchero per 1 litro di latte di soia senza zucchero. Il latte di soia, infatti, di per sé manca di lattosio (lo zucchero del latte) che è l'alimento base per i batteri dello yogurt.

## Comparazione
Lo yogurt di soia può avere il sapore dei piccoli chicchi di soia quando viene preparato direttamente dal latte di soia appena preparato, ma è meno pronunciato negli yogurt di soia commerciali e negli yogurt di soia fatti con il latte di soia commerciale.
Lo yogurt di soia contiene meno grassi rispetto allo yogurt fatto con il latte. Il valore ammonta a circa il 2,7% (la stessa percentuale del latte di soia), contro il 3,5% dello yogurt di latte. Comunque, lo yogurt di latte può essere fatto con il 2%, l'1%, o completamente senza il grasso del latte, e lo yogurt di soia può anche essere fatto dal latte di soia con un valore di grassi ridotto.